# ميخائيل مارك
ميخائيل مارك (21 أبريل 1986 - ) هو لاعب كرة قدم من غرينادا يلعب في مركز الدفاع. شارك مع منتخب غرينادا لكرة القدم.

## وصلات خارجية
- ميخائيل مارك على موقع قاعدة بيانات كرة القدم.إي يو (الإنجليزية)
- ميخائيل مارك على موقع ناشيونال فوتبول تيمز (الإنجليزية)
- ميخائيل مارك على موقع Soccerway.com (الإنجليزية)